# Amelia Bortnowska
Amelia Bortnowska (ur. 1859, zm. 1929) – polska poetka, dziennikarka, pisarka i tłumaczka.

## Życiorys
Pierwsze poezje zamieściła w „Bluszczu”. Była tłumaczką Balzac’a. Zatrudniona jako sekretarz redakcji „Gazety Świątecznej” (od 1890), podczas nieobecności Konrada Prószyńskiego odpowiedzialna za redakcję. Pisywała na tematy pedagogiczne, gospodarcze i społeczne.

## Prace literackie
- Z pielgrzymki do Rzymu: listy do „Gazety Świątecznej”

Tłumaczenia:
- Ojciec Goriot Honore de Balzac